# 德布萊尼
德布萊尼（羅馬尼亞語：Dăbuleni，羅馬尼亞語發音：[dəbuˈlenʲ]）是羅馬尼亞的城鎮，位於該國南部，距離首府克拉約瓦62公里，由多爾日縣負責管轄，面積182.33平方公里，海拔高度59米，2009年人口12,877，大多數居民信奉東正教。